# Andrzej Pilipiuk

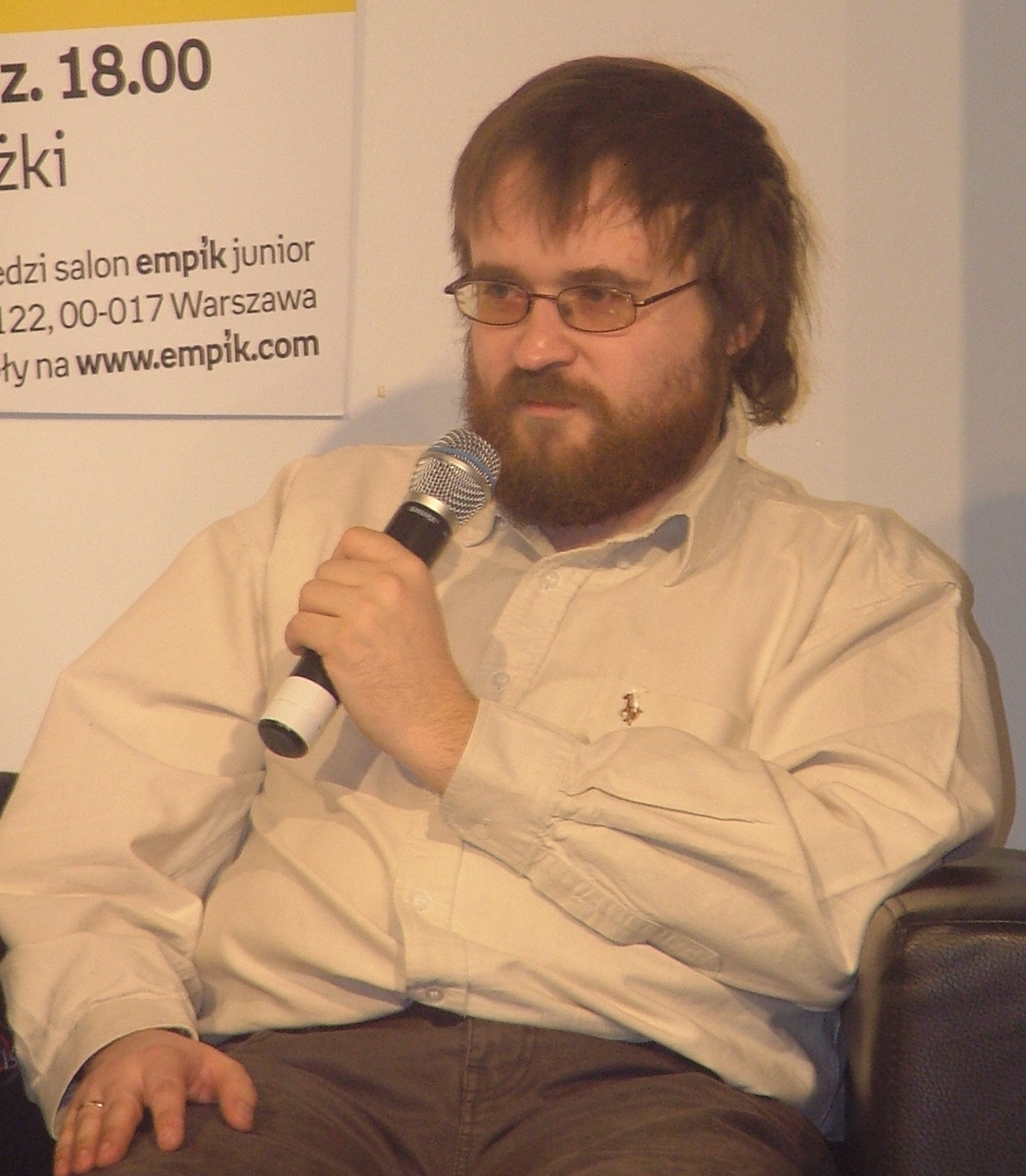
Andrzej Pilipiuk (2008)

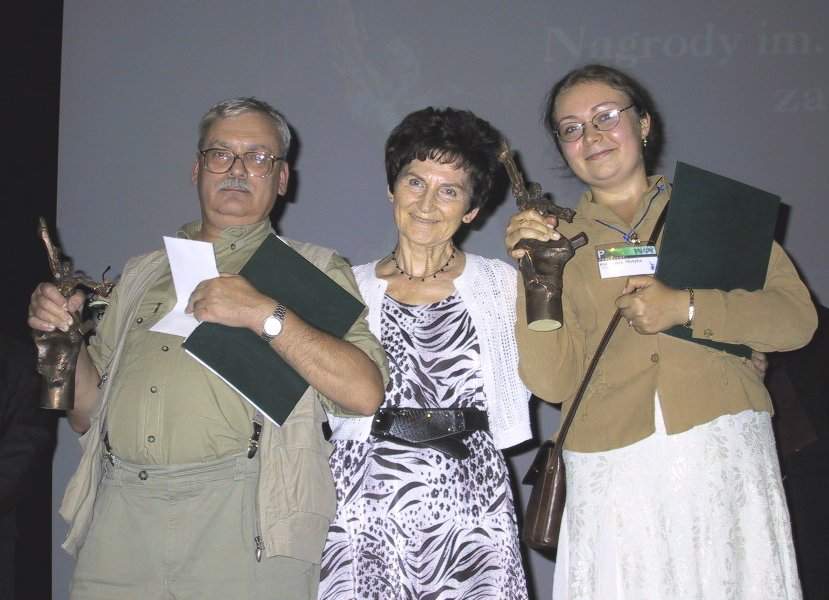
od lewej Andrzej Sapkowski, Jadwiga Zajdel oraz Katarzyna Motyka, przyszła żona Pilipiuka, odbierająca w jego imieniu Nagrodę im. Janusza A. Zajdla (2003)

Andrzej Pilipiuk (ur. 20 marca 1974 w Warszawie) – polski pisarz fantastyczny i publicysta, laureat nagrody literackiej im. Janusza A. Zajdla za rok 2002. Z wykształcenia archeolog.

## Twórczość
Pilipiuk najbardziej znany jest z wykazującego w pewnym stopniu cechy gawędy cyklu opowiadań o przygodach Jakuba Wędrowycza – zamieszkującego w Starym Majdanie koło Wojsławic plugawego degenerata, bimbrownika i egzorcysty.
Debiutował opowiadaniem Hiena („Fenix” 2/1996), w którym po raz pierwszy pojawiła się postać Jakuba. Od tego czasu Pilipiuk napisał kilkadziesiąt innych opowiadań z tego cyklu, wydanych w kilku zbiorach. Sam nazywa siebie „największym piewcą polskiej wsi od czasów Reymonta”.
Innymi utworami Pilipiuka jest cykl o kuzynkach Kruszewskich oraz Michale Sędziwoju, alchemiku, który zgodnie z legendami zapewnić miał sobie nieśmiertelność dzięki odkryciu tajemnicy kamienia filozoficznego, gdzie Pilipiuk połączył elementy fabularne oparte na wiedzy historycznej z najnowszymi osiągnięciami naukowymi i technologicznymi, oraz cykl Norweski dziennik, opowiadający o przygodach Tomasza Paczenki, cierpiącego na amnezję młodego uciekiniera z Polski Ludowej, który usiłuje odnaleźć prawdę o sobie i otaczającej go rzeczywistości. Cykl ten jest najstarszym w dorobku autora, prace nad nim rozpoczął Pilipiuk, będąc jeszcze nastolatkiem.
W zbiorach opowiadań Pilipiuka stałymi cyklami są historie o Pawle Skórzewskim, żyjącym na przełomie XIX i XX wieku lekarzu i podróżniku oraz Robercie Stormie, współcześnie żyjącym poszukiwaczu antyków, który zawodowo zajmuje się rozwiązywaniem tajemnic historii.
W utworach Pilipiuka często pojawiają się gościnnie postaci z innych jego cykli. Tytułowe bohaterki serii Kuzynki pierwszy raz pojawiły się w jednym z napisanych przez niego tomów Pana Samochodzika. Zarówno w cyklu Kuzynki, jak i Pan Samochodzik pojawia się również przelotnie Jakub Wędrowycz.
Na podstawie opowiadań opublikowanych w albumie komiksowym Dobić dziada (ilustracje i scenariusz: Andrzej Łaski, wydawnictwo Fabryka Słów) w lipcu 2011 roku została wydana nakładem Valkiria Network Fabularyzowana Kolekcjonerska Gra Karciana Jakub Wędrowycz.
W 2012 roku, w związku z wydaniem kolejnego tomu opowiadań o Jakubie Wędrowyczu pt. Trucizna, nakręcono 8-odcinkowy serial Zatruty czwartek, który nie jest związany z żadnym opowiadaniem Andrzeja, choć są one wspominane.
Pisze o wszystkim, co uważa za interesujące. Nie lubi pokazywać chamstwa, zła, prymitywnych zachowań i nie znosi turpizmu.

## Życie prywatne
Pilipiuk, jak sam twierdzi, ma pochodzenie mieszane, a wśród przodków byli także Kozacy. Jego pradziadek Jan (Iwan) Pilipiuk był carskim policjantem w Łabuniach i Zamościu.
Ukończył L Liceum Ogólnokształcące im. Ruy Barbosy w Warszawie. Z wykształcenia jest archeologiem, studiował w Instytucie Archeologii Uniwersytetu Warszawskiego.
4 października 2003 ożenił się z Katarzyną Motyką. W maju 2004 urodziła się ich córka, Łucja. W czerwcu 2011 urodził się ich syn, Tomasz.
W wolnych chwilach zajmuje się numizmatyką i zbieraniem meteorytów, a także stolarstwem i malarstwem. Ceni sobie twórczość pisarzy Nodara Dumbadze, Aleksandra Grina-Griniewskiego i Ferdynanda Ossendowskiego oraz muzykę litewskiego kompozytora Mikalojusa Konstantinasa Čiurlionisa. Mieszka w Krakowie.

## Poglądy
Pilipiuk znany jest z konserwatywno-liberalnych i monarchistycznych poglądów. Wielokrotnie wyrażał negatywną ocenę rozmaitych zjawisk współczesnego życia politycznego i gospodarczego. Krytykował przesiąknięty - jego zdaniem - socjalistycznymi zaszłościami ustrój społeczny i gospodarczy, zbaczający według niego w stronę etatyzmu, mierność polskich elit politycznych oraz intelektualnych, niski poziom współczesnej literatury, przede wszystkim zaś, powołując się na własne traumatyczne doświadczenia z okresu szkolnego, poddał krytyce polski system edukacji jako taki, jego zdaniem, hamujący optymalny rozwój wolnej jednostki.

### Wybory parlamentarne w 2005
W wyborach parlamentarnych 2005 kandydował do Sejmu Rzeczypospolitej Polskiej z listy PJKM w okręgu gliwickim; uzyskał 907 głosów i nie objął mandatu; lista nie przekroczyła 5% progu wyborczego.

### Wybory do Parlamentu Europejskiego w 2009
W wyborach do Parlamentu Europejskiego w 2009 roku kandydował do Parlamentu Europejskiego z listy UPR w okręgu warszawskim 1; uzyskał 1799 głosów i nie objął mandatu; lista nie przekroczyła 5% progu wyborczego.

## Nagrody
Dziewięciokrotnie nominowany do nagrody im. Janusza A. Zajdla, uhonorowany nią w 2002 roku za opowiadanie Kuzynki, które w 2003 roku rozwinął w powieść. Dwukrotnie zajął trzecie miejsce w głosowaniu na nagrodę Nautilus. Ponadto uhonorowany Pucharem Bachusa i Srebrną Muszlą. W 1998 roku nominowany do Śląkfy, nagrody Śląskiego Klubu Fantastyki w kategorii „Pisarz roku”.
W 2009 roku otrzymał odznakę honorowego członka Astrachańskich Wojsk Kozackich, oraz medal 300 lat Krzyża św. Jerzego - oficjalne odznaczenie państwowe Federacji Rosyjskiej. W lutym 2022 roku po inwazji Rosji na Ukrainę oba odznaczenia odesłał do ambasady Rosji.

## Publikacje

### Cykl oJakubie Wędrowyczu
Zbiory opowiadań:
- Kroniki Jakuba Wędrowycza, Fabryka Słów 2001, ISBN 978-83-7964-000-3
- Czarownik Iwanow, Fabryka Słów 2002, ISBN 978-83-7574-570-2
- Weźmisz czarno kure..., Fabryka Słów 2002, ISBN 978-83-7574-561-0
- Zagadka Kuby Rozpruwacza, Fabryka Słów 2004, ISBN 978-83-7574-541-2
- Wieszać każdy może, Fabryka Słów 2006, ISBN 978-83-7574-676-1
- Homo bimbrownikus, Fabryka Słów 2009, ISBN 978-83-7574-941-0
- Trucizna, Fabryka Słów 2012, ISBN 978-83-7574-707-2
- Konan Destylator, Fabryka Słów 2016, ISBN 978-83-7964-197-0
- Karpie bijem, Fabryka Słów 2019, ISBN 978-83-7964-441-4
- Faceci w gumofilcach, Fabryka Słów 2022, ISBN 978-83-7964-846-7
- Wojsławicka masakra kosą łańcuchową, Fabryka Słów 2025, ISBN 978-83-8375-170-2

### Światy Pilipiuka
Zbiory opowiadań:
- 2586 kroków, Fabryka Słów 2005, ISBN 978-83-7574-929-8
- Czerwona gorączka, Fabryka Słów 2007, ISBN 978-83-7574-762-1
- Rzeźnik drzew, Fabryka Słów 2009, ISBN 978-83-7574-937-3
- Aparatus, Fabryka Słów 2011, ISBN 978-83-7964-308-0
- Szewc z Lichtenrade, Fabryka Słów 2012, ISBN 978-83-7574-880-2
- Carska manierka, Fabryka Słów 2013, ISBN 978-83-7574-905-2
- Reputacja, Fabryka Słów 2015, ISBN 978-83-7964-083-6
- Litr ciekłego ołowiu, Fabryka Słów 2016, ISBN 978-83-7964-158-1
- Wilcze leże, Fabryka Słów 2017, ISBN 978-83-7964-245-8
- Zły las, Fabryka Słów 2019, ISBN 978-83-7964-400-1
- Przyjaciel człowieka, Fabryka Słów 2020, ISBN 978-83-7964-523-7
- Czarna góra, Fabryka Słów 2021, ISBN 978-83-7964-635-7
- Zło ze wschodu, Fabryka Słów 2023, ISBN 978-83-7964-968-6
- Czasy, które nadejdą, Fabryka Słów 2024, ISBN 978-83-6794-929-3
- Dzieje Doktora Skórzewskiego. Traktat o higienie, Fabryka Słów 2024, ISBN 978-83-8375-058-3
- Drogi przez morze - Światy Pilipiuka (tom 15), Fabryka Słów 12 luty 2025, ISBN: 978-83-8375-092-7

### Kuzynki Kruszewskie
- Tom 1: Kuzynki, Fabryka Słów 2003
- Tom 2: Księżniczka, Fabryka Słów 2004
- Tom 3: Dziedziczki, Fabryka Słów 2005
- Tom 4: Zaginiona, Fabryka Słów 2014

### Oko Jelenia
- Droga do Nidaros, Fabryka Słów 2008
- Srebrna Łania z Visby, Fabryka Słów 2008
- Drewniana Twierdza, Fabryka Słów 2008
- Pan Wilków, Fabryka Słów 2009
- Triumf Lisa Reinicke, Fabryka Słów 2010
- Sfera Armilarna, Fabryka Słów 2011
- Sowie zwierciadło, Fabryka Słów 2015

### Wampir z...
Zbiory opowiadań:
- Wampir z M-3, Fabryka Słów 2011
- Wampir z MO, Fabryka Słów 2013
- Wampir z KC, Fabryka Słów 2018

### Norweski dziennik
- Tom 1: Ucieczka, Fabryka Słów 2005
- Tom 2: Obce ścieżki, Fabryka Słów 2006
- Tom 3: Północne wiatry, Fabryka Słów 2007

### Przetaina
- Przetaina, Fabryka Słów 2022, ISBN 978-83-7964-750-7
- Okiść, Fabryka Słów 2024, ISBN 978-83-67949-08-8

### Wspomnienia
- Wojsławice: Skarby naszej pamięci, Fundacja „Ku przeszłości” 2012
- U świętego Michała w Wojsławicach, Fundacja „Ku przeszłości” 2016
- Raport z północy, Fabryka Słów 2017, ISBN 978-83-7964-291-5
- Spacer po Wojsławicach, Fundacja „Ku przeszłości” 2017
- Anegdoty wojsławickie, Fundacja „Ku przeszłości” 2020
- Zapukała historia do drzwi naszych, Fundacja „Ku przeszłości” 2020
- Po drugiej stronie książki, Fabryka Słów 2021

### Pan Samochodzik
Andrzej Pilipiuk, pod pseudonimem Tomasz Olszakowski, wydał 19 tomów kontynuacji przygód Pana Samochodzika:
- Pan Samochodzik i Arka Noego, Warmia 1999
- Pan Samochodzik i rubinowa tiara, Warmia 2000
- Pan Samochodzik i tajemnice warszawskich fortów, Warmia 2000
- Pan Samochodzik i zaginiony pociąg, Warmia 2000
- Pan Samochodzik i sekret alchemika Sędziwoja, Warmia 2001
- Pan Samochodzik i zaginione poselstwo, Warmia 2001
- Pan Samochodzik i łup barona Ungerna, Warmia 2001
- Pan Samochodzik i zagubione miasto, Warmia 2002
- Pan Samochodzik i wynalazek inżyniera Rychnowskiego, Warmia 2002
- Pan Samochodzik i potomek szwedzkiego admirała, Warmia 2002
- Pan Samochodzik i ikona z Warszawy, Warmia 2002
- Pan Samochodzik i czarny książę, Warmia 2002
- Pan Samochodzik i więzień Jasnej Góry, Warmia 2003
- Pan Samochodzik i brązowy notes, Warmia 2003
- Pan Samochodzik i Adam z Wągrowca, Warmia 2003
- Pan Samochodzik i mumia egipska, Warmia 2004
- Pan Samochodzik i diable wiano, Warmia 2004
- Pan Samochodzik i relikwiarz świętego Olafa, Warmia 2004
- Pan Samochodzik i zamek w Chęcinach, Warmia 2005

### Inne powieści i zbiory opowiadań
- Operacja Dzień Wskrzeszenia, powieść, Fabryka Słów 2006, ISBN 978-83-7964-196-3
- Traktat o higienie. Z dziejów dra Skórzewskiego, wybór opowiadań wydanych wcześniej w cyklu Światy Pilipiuka, Fabryka Słów 2020, ISBN 978-83-796-4580-0
- Upiór w ruderze, zbiór opowiadań, Fabryka Słów 2020, ISBN 978-83-7964-574-9

### Komiksy
- Dobić dziada, Fabryka Słów 2011, ISBN 978-83-7574-540-5.
- Krasnoludy, Fabryka Słów 2014, ISBN 978-83-7574-909-0.
- Zabójca, Fabryka Słów, 2014 ISBN 978-83-7574-995-3.

### Inne
- Największa tajemnica ludzkości, powieść, ok. 1997, oficjalnie nie wydana[10][11]
- A imię jego czterdzieści i cztery, opowiadanie
- Acla, opowiadanie
- Brama, opowiadanie
- Scriptoris, opowiadanie, Nowa Fantastyka. – 1998, nr 3, s. 40-48[12]
- Spotkanie z pisarzem, opowiadanie
- Sprawa Filipowa, opowiadanie, wersja pierwotna[13][14]
- Święty Mikołaj spotyka Dziadka Mroza, opowiadanie, Fenix 1996, nr 12, s. 5-20[12]
- Zadanie specjalne, opowiadanie[15]
- Zatoka, opowiadanie
- Piszemy bestsellera, cykl felietonów[16]
- Jak pisać fantastykę naukową, poradnik[17]
- Błękitny trąd, opowiadanie (Częstochowa, Play-it, 2001)
- Bliżej świata: wiedza o społeczeństwie dla gimnazjum: wychowanie obywatelskie, wychowanie do aktywnego udziału w życiu gospodarczym – podręcznik dla gimnazjalistów do wiedzy o społeczeństwie razem z Marią Wesołowską-Starnawską ISBN 83-88558-61-7.
- Aparatus, opowiadanie (Science Fiction, sierpień 2011).
- Betoniarka wujaszka Igora (opowiadanie w antologii Utopay, 2022)

### Filmowe adaptacje utworów
- Poddasze, reż. Maciej Sowilski (2015) – film krótkometrażowy, adaptacja opowiadania pod tym samym tytułem ze zbioru Rzeźnik drzew.